# Truck Simulator
Truck Simulator est une série de jeux de simulation de véhicules créée par SCS Software . Le premier titre de la série, Euro Truck Simulator, est sorti le 29 août 2008 pour Windows et OS X et la première simulation de camion européenne a établi un gameplay. La suite d'Euro Truck Simulator, Euro Truck Simulator 2, est sortie le 19 octobre 2012 pour Windows et le 16 avril 2013 pour Linux . Il est aussi sortie le 29 janvier 2015 sur OS X.

## Jeux
| 2008 | Euro Truck Simulator     |
| 2009 |                          |
| 2010 | German Truck Simulator   |
| 2010 | UK Truck Simulator       |
| 2010 | Austrian Truck Simulator |
| 2011 |                          |
| 2012 | Euro Truck Simulator 2   |
| 2013 |                          |
| 2014 |                          |
| 2015 |                          |
| 2016 | American Truck Simulator |

### Euro Truck Simulator
Le premier Euro Truck Simulator est sorti le 29 août 2008 pour Windows et OS X et la première simulation de camion développée en Europe des jeux. Les joueurs choisissent leur pays de départ parmi l'Autriche, la Belgique, la République tchèque, la France, l'Allemagne, l'Italie, les Pays-Bas, la Pologne, le Portugal, l'Espagne, la Suisse et le Royaume-Uni (versions 1.2 et 1.3 uniquement),,. Dans un premier temps, les joueurs ont uniquement accès à leur pays de départ, sauf s'il contient moins de trois villes, auquel cas un ou plusieurs pays adjacents seront également accessibles. Par exemple, si un joueur commence le jeu en Italie ou en Suisse, il se connecte gratuitement à l'autre. De là, les joueurs choisissent leur premier camion avec un budget de 100 000 €.
Après cela, les joueurs peuvent commencer à occuper des emplois dans diverses entreprises fictives et à livrer des marchandises dans diverses villes de leur pays de départ pour gagner de l'argent. Cet argent peut ensuite être dépensé pour acheter un nouveau camion, améliorer le camion actuel, étendre l'entreprise dans d'autres pays et obtenir une licence pour conduire avec des chargements de produits inflammables et des produits chimiques.
Le jeu propose des modèles de camions européens avec des instruments de travail tels que des indicateurs clignotants, des témoins d'avertissement de température et niveau bas de carburant, des essuie-glaces et des jauges. Les camions inclus sont des variantes fictives du Mercedes-Benz Actros (connu sous le nom de Majestic), du Renault Magnum (connu sous le nom de Runner), de la Scania série R (connue sous le nom de Swift) et du Volvo FH16 (connu sous le nom de Valiant).

### Euro Truck Simulator 2
La suite directe d'Euro Truck Simulator, Euro Truck Simulator 2, est sortie le 19 octobre 2012 pour Windows et en 2013 pour Linux, . Les joueurs choisissent leur ville de départ à différents endroits en Autriche, en Belgique, en République tchèque, en Allemagne, en Hongrie (dans l'extension Going East! ), En Italie, au Luxembourg, aux Pays-Bas, en Pologne, en Slovaquie, en Suisse et au Royaume-Uni,.
Au début du jeu, le joueur ne peut accepter que ce qu'on appelle des missions rapides. Celles-ci impliquent la livraison de remorques et de marchandises d'un lieu à un autre, ce qui implique généralement la livraison entre différentes villes et pays. Les missions rapides sont proposés par les entreprises de logistique et de livraison dans le jeu et tous les frais de carburant, d'entretien et de péage routier sont à la charge de l'employeur (les entreprises de livraison). Par conséquent, lorsque le joueur effectue une mission rapide, aucuns frais de péage, de carburant ou d'entretien n'est à sa charge. Au fur et à mesure que le joueur gagne de l'argent ou contracte des emprunts bancaires, il peut éventuellement se permettre de s'acheter un camion, qu'il peut acheter auprès des concessionnaires de camions et des salles d'exposition de camions (ceux-ci doivent d'abord être découverts). Avec suffisamment d'argent, le joueur peut acquérir un garage à domicile et commencer à gagner plus d'argent en livrant des marchandises à l'aide de son propre camion au lieu de simplement être un chauffeur à la location. L'argent gagné dans le jeu peut être dépensé pour améliorer ou acheter de nouveaux camions, embaucher des chauffeurs PNJ pour prendre en charge les livraisons (l'agence de placement pertinente doit être découverte en premier), acheter plus de garages et agrandir le garage pour accueillir plus de camions.
Le joueur gagne des points d'expérience après chaque livraison, ce qui augmente le niveau du joueur, et un point de compétence est attribué après chaque montée de niveau. Les points de compétence peuvent être utilisés pour débloquer des livraisons qui nécessitent différentes classes ADR, des livraisons plus longues, des chargements spéciaux, des cargaisons fragiles, des livraisons urgentes et de l'écoconduite. Cette progression permet au joueur d'accepter des emplois mieux rémunérés.
Le jeu comprenait deux nouvelles sociétés de camions, Scania et Renault Trucks, avec MAN revenant du jeu original. Les camions DAF, Iveco, Mercedes-Benz et Volvo n'avaient pas de licence officielle et ont vu leur nom changé en DAV, Ivedo, Majestic et Valiant, respectivement. Les mises à jour ultérieures comprenaient la licence officielle pour DAF, Iveco et Volvo, et la marque officielle pour le DAF XF, le Volvo FH16 et Iveco Stralis, . En janvier 2013, SCS Software a annoncé un package de contenu téléchargeable appelé Going East!, étendant la carte du jeu en Europe de l'Est . Le DLC a vu l'introduction de treize nouvelles villes à travers la Pologne, la Slovaquie, la République tchèque et un nouveau pays, la Hongrie, et a été publié en septembre 2013. Exceptionnellement, la marque Mercedes-Benz ne voulait pas que son nom soit dans Euro Truck Simulator 2, [réf. nécessaire] et était encore appelée "Majestic". La licence Mercedes-Benz a été ajoutée au jeu avec la version 1.18.1.  
Des nouveaux dlc sont sortis au cours des dernières années : la France, l’Espagne et le Portugal, les pays baltes, les pays nordiques et plus récemment la Grèce.  

### American Truck Simulator
American Truck Simulator se déroule en Amérique du Nord et présentera plus de 100 villes. Le jeu propose des camions conventionnels de style américain, au lieu de la cabine européenne sur les camions trouvés dans les deux jeux précédents, et est sorti le 2 février 2016.
Les routes, villes et camions y sont fidèlement reproduits. Les types de camions et de remorques sont typiquement américains. Tout les états des États Unis ne sont pas encore reproduits 